# Montaña de Tauro
Montaña de Tauro är ett berg i Spanien.   Det ligger i provinsen Provincia de Las Palmas och regionen Kanarieöarna, i den sydvästra delen av landet, 1 800 km sydväst om huvudstaden Madrid. Toppen på Montaña de Tauro är 1 190 meter över havet. Montaña de Tauro ligger på ögruppen Kanarieöarna.
Terrängen runt Montaña de Tauro är kuperad åt sydost, men åt nordväst är den bergig. Runt Montaña de Tauro är det ganska tätbefolkat, med 100 invånare per kvadratkilometer. Närmaste större samhälle är Mogán, 3,5 km väster om Montaña de Tauro. Omgivningarna runt Montaña de Tauro är i huvudsak ett öppet busklandskap.